# Georges Mathonnet
Georges Mathonnet, né le 4 février 1967, est un judoka français.
Il est médaillé de bronze toutes catégories aux Championnats du monde 1991 et vice-champion d'Europe toutes catégories en 1992.